# James-Simon-Galerie
James-Simon-Galerie är ett besökscentrum för museerna på Museumsinsel i Berlin.
Centret, som ritades av David Chipperfield, invigdes 2019. Det står på den plats där det av Karl Friedrich Schinkel ritade Neuer Packhof stod fram till 1938, mellan Neues Museum och Kupfergraben. Det är namngivet efter 1800-tals tyskjudiske mecenaten James Simon (1851–1932).

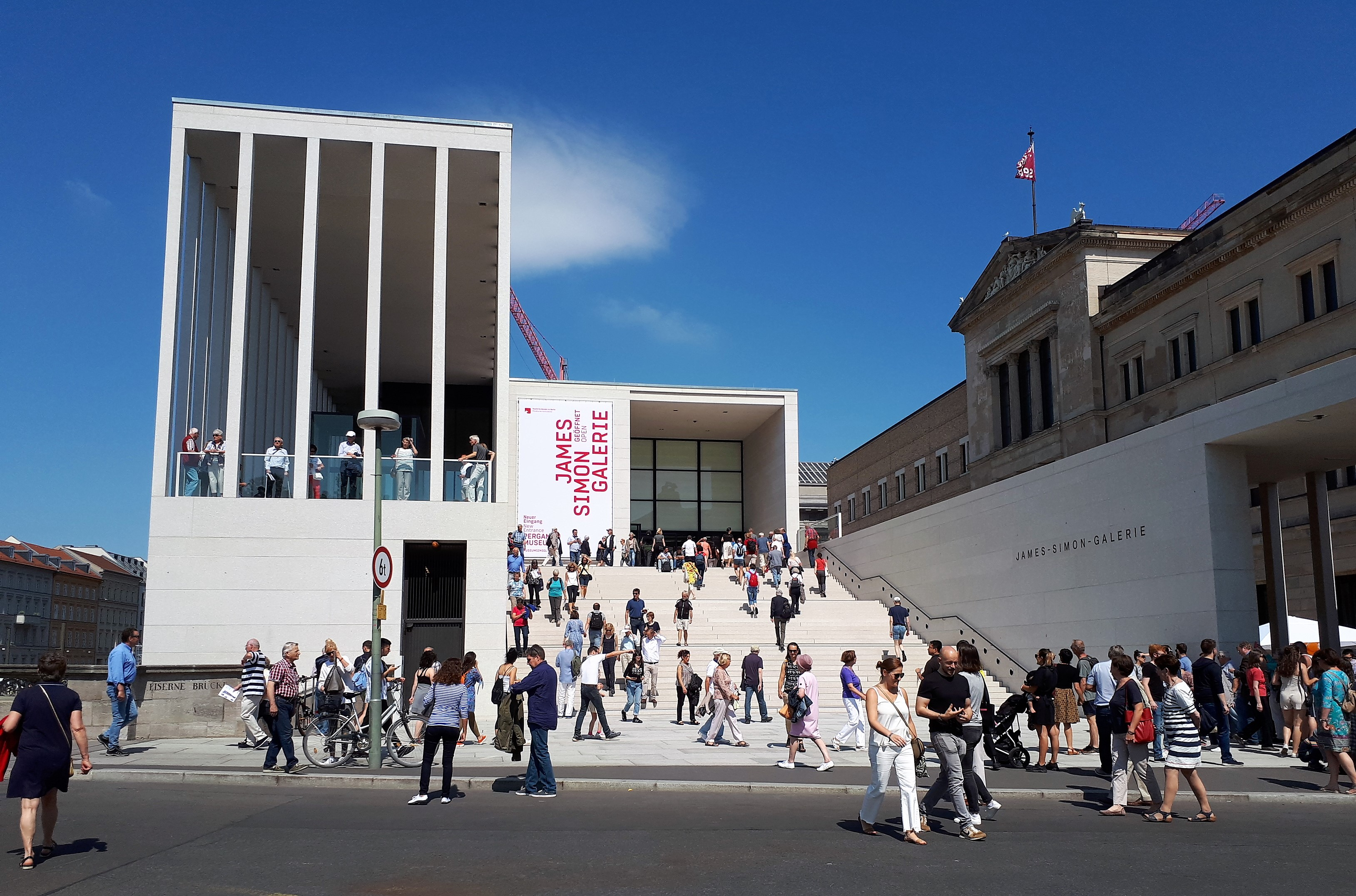
Entré
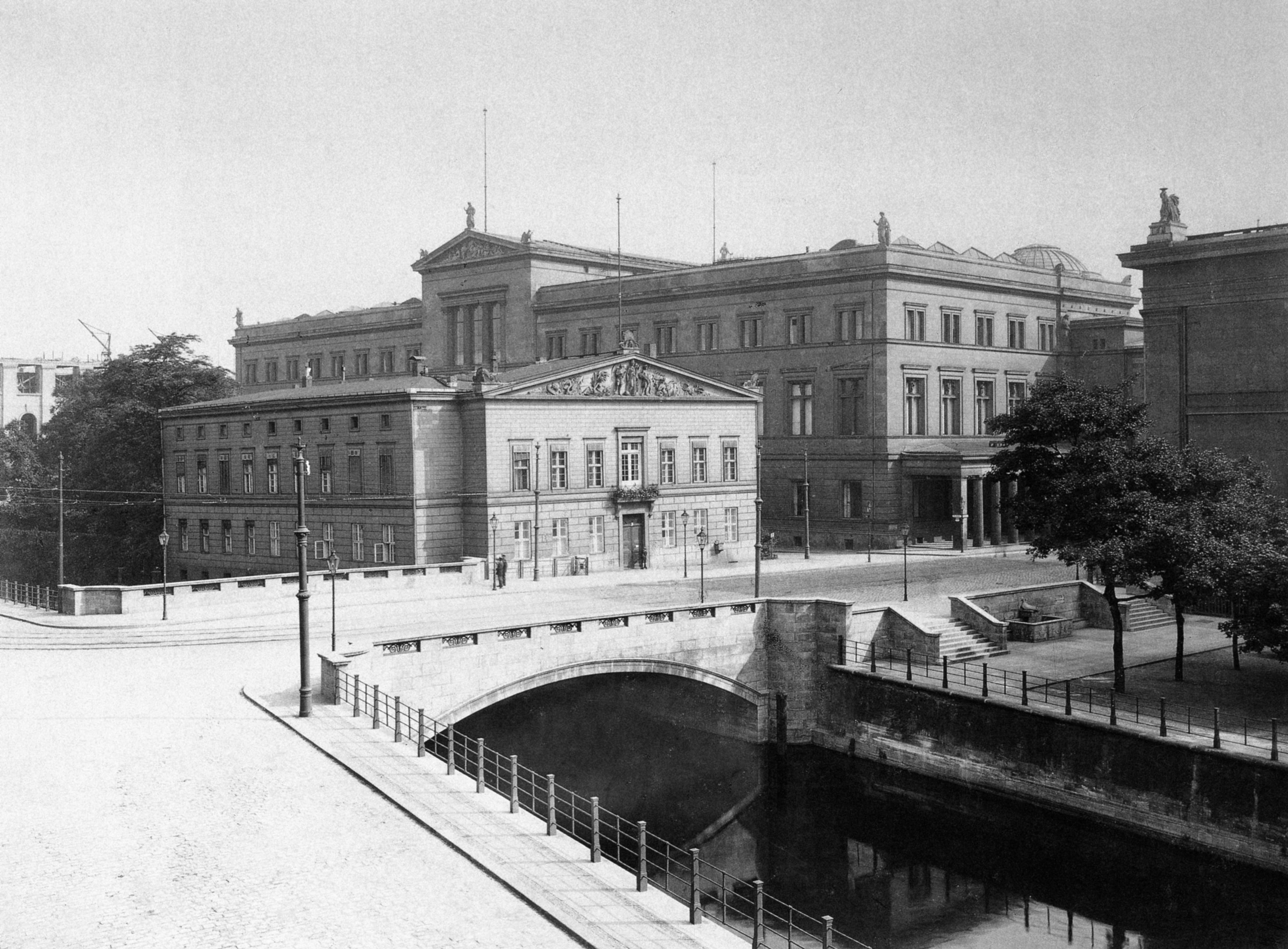
Neuer Packhof 1916